# Espectáculo de medio tiempo del Super Bowl LIX
El espectáculo de medio tiempo del Super Bowl LIX, conocido oficialmente como Apple Music Super Bowl LIX Halftime Show, se llevó a cabo el 9 de febrero de 2025 en el Caesars Superdome, ubicado en Nueva Orleans (Luisiana), como parte de la 59.ª edición del Super Bowl. La actuación fue encabezada por el rapero estadounidense Kendrick Lamar como artista principal. El programa fue televisado a nivel nacional en los EE. UU. por Fox y Fox Deportes, y transmitido en Tubi y NFL+.

## Antecedentes

### Proceso de selección
El proceso de selección exacto de un artista principal para el espectáculo de medio tiempo del Super Bowl está sujeto a disputa. Según The Charlotte Observer, comienza con un panel que incluye al director de entretenimiento de la National Football League (NFL), miembros de su compañía de producción NFL Films y el director y productor del espectáculo de medio tiempo. Se crea una lista corta de artistas potenciales y se entrega a la ciudad anfitriona del Super Bowl, que toma la decisión final. Sin embargo, los miembros de su comité anfitrión afirmaron que el artista principal es elegido únicamente por la NFL, y que se les notifica quién fue elegido de la misma manera que al público en general.
El 13 de agosto de 2019, la NFL anunció una asociación con Shawn «Jay-Z» Carter y su compañía de entretenimiento Roc Nation para ser nombrado estratega de entretenimiento musical en vivo de la liga. En ese papel, Jay-Z y su empresa se convirtieron en coproductores y consultores del espectáculo de medio tiempo del Super Bowl, lo que les permitió participar en la selección de música para uso de la NFL y elegir artistas para actuar en anuncios promocionales televisados durante la temporada. «Realmente queríamos empezar a centrarnos en el liderazgo cultural», explicó Seth Dudowsky, director musical de la liga. «Ya sea la cultura de la ciudad, lo que está sucediendo en la cultura en general, y luego enfocarnos en eso para que lo que estamos haciendo se sienta culturalmente relevante y usar esa plataforma para que los artistas puedan ser ellos mismos y mostrar su arte en el escenario. Queremos que se sientan empoderados».

### Artistas en competencia
Kendrick Lamar encabezó previamente el espectáculo de medio tiempo del Super Bowl LVI como parte de un grupo que incluyó a Dr. Dre, Snoop Dogg, Eminem y Mary J. Blige, con 50 Cent y Anderson Paak sirviendo como invitados especiales. El primer espectáculo de medio tiempo centrado completamente en la música hip hop, fue recibido con elogios de la crítica y ganó tres premios Primetime Emmy, incluida una victoria histórica por Mejor especial de variedades (en vivo). La actuación «emocionante» y «electrizante» de Lamar en aquel entonces fue destacada por varios críticos. Jon Caramanica de The New York Times lo calificó de «impresionante, extáticamente líquido en su fluir, moviendo su cuerpo con vigor irregular». Rob Sheffield de Rolling Stone opinó que merecía un espacio entero para él.
Lil Wayne hizo campaña públicamente para encabezar un espectáculo de medio tiempo del Super Bowl, especialmente uno presentado en su ciudad natal de Nueva Orleans. Fue uno de los candidatos iniciales para actuar, según Stephen A. Smith para ESPN. «Mataría esa mierda», exclamó Wayne en una entrevista con Andre Gee de Rolling Stone. «Ni siquiera nos preocuparíamos por el juego después de eso. Todos sabían que había un niño que estaba viendo el espectáculo del medio tiempo, pero ese sería uno de los primeros Super Bowls en los que dirían: 'Ambos equipos estaban en el campo viendo el espectáculo del medio tiempo'». En febrero de 2024, Wayne aún no había recibido la llamada de la NFL, pero seguía teniendo esperanzas sobre sus posibilidades. «Todos estamos rezando y cruzando los dedos», le dijo a YG. «Estoy trabajando duro. Voy a asegurarme de que este próximo álbum y todo lo que haga sea fantástico, así que quiero que les resulte difícil no destacar al chico».

## Anuncio del artista principal
El 8 de septiembre de 2024, antes de que comenzara la primera ronda completa de partidos de la temporada regular, la NFL, Apple Music y Roc Nation anunciaron a Lamar como el artista principal del espectáculo de medio tiempo del Super Bowl LIX. Se espera que sea el primer rapero solista en encabezar la actuación y el primer rapero en liderar las festividades varias veces. Lamar compartió la noticia publicando un tráiler promocional en YouTube, que fue dirigido por su socio creativo de muchos años, Dave Free. El tráiler de una sola toma lo muestra en un campo de fútbol frente a una gran bandera estadounidense lanzando balones a través de una máquina de pases a jugadores fuera de la pantalla. Mientras les grita mensajes de motivación, se presenta como el cabeza de cartel.

### Recepción
La decisión de que Lamar fuera el artista principal del espectáculo de medio tiempo polarizó la industria del rap. Los medios de comunicación describieron como un desaire el hecho de que Lil Wayne no fuera elegido como cabeza de cartel, y él admitió que el anuncio lo «quebró». Birdman, Boosie Badazz, Cam'ron, Mase, Master P, y Nicki Minaj condenaron a Jay-Z por la «atroz» selección y lo acusaron de tener en cuenta su complicada relación con Lil Wayne y otros artistas bajo su sello discográfico, Young Money Entertainment. Por otro lado, Charlamagne tha God, Fabolous, Fat Joe, y Jay Electronica defendieron a Jay-Z, señalando que él no fue el único involucrado en la decisión del cabeza de cartel. Funkmaster Flex y Juvenile culparon a la NFL y a su comisionado Roger Goodell por su negligencia hacia las personas de color.
Los críticos fueron más positivos sobre el anuncio de Lamar, elogiándolo como un logro histórico y que cierra un círculo y se vincula con el comienzo de su creciente rivalidad con Drake. El equipo editorial de HipHopDX, dirigido por Elliott Wilson, opinó que era la elección correcta, citando su legado, catálogo y talento para el espectáculo como principales ejemplos. Justin Sayles de The Ringer cree que la actuación del medio tiempo es la culminación de un año que ha visto a Lamar «ascender a los niveles más altos» de la cultura popular, y ha visto a Drake «hundirse a los niveles más bajos» de su carrera. David Dennis Jr. de Andscape declaró que el anuncio era un recordatorio final y definitivo de que Lamar había completado «una de las victorias unilaterales más innegables en la historia del rap». Mike Freeman de USA Today argumentó que mostraba un ejemplo destacado de la influencia de Jay-Z en los propietarios mayoritariamente conservadores de la NFL al «inyectar descaradamente la cultura negra en el torrente sanguíneo del Super Bowl de la liga». Sin embargo, algunos comentaristas consideraron hipócrita que Lamar encabezara la actuación dada su reputación de rapero con conciencia social y la problemática historia de la NFL con las iniciativas de justicia social.
El 22 de noviembre de 2024, Kendrick Lamar lanzó su sexto álbum de estudio, GNX. En la canción «Wacced Out Murals», menciona la reacción de Lil Wayne ante su anuncio del Super Bowl. Dice que cree que su arduo trabajo defraudó a Lil Wayne y que Nas fue el único artista de rap que lo elogió por ello.

## Desarrollo
La dirección creativa de la actuación estará a cargo de la compañía de Lamar y Free, PGLang. Será producida por Diversified Production Services (DPS) y dirigida por Hamish Hamilton. Jesse Collins, Jay-Z y Roc Nation serán productores ejecutivos de la transmisión por sexto año; esta última agencia también actuará como asesora estratégica de entretenimiento.

## Actuación
La actuación comenzó con Kendrick Lamar y sus bailarines saliendo de un Buick Regal de los años 1980 y subiéndose a un escenario que parecía un mando gigante de PlayStation. Samuel L. Jackson hizo un cameo como el Tío Sam, quien proporcionó comentarios cómicos y consejos a Kendrick entre canciones para ilustrar el espíritu de Estados Unidos hacia las canciones. La tenista profesional Serena Williams, que comparte la ciudad natal de Lamar, Compton, hizo una aparición especial como bailarina haciendo una Crip Walk durante «Not Like Us».
Un manifestante que ondeaba una bandera palestina unida a una bandera sudanesa se paró en el escenario durante la actuación de Lamar, encima del GNX negro, y corrió alrededor del campo antes de ser derribado por la seguridad. El hombre, miembro del elenco de campo de Lamar, había ocultado la bandera en su persona sin el conocimiento de los organizadores antes de desplegarla durante la actuación.

## Listado de canciones
Fuente: Billboard
1. «Bodies (GNX Snippet)»
2. «Squabble Up»
3. «Humble»
4. «DNA»
5. «Euphoria»
6. «Man at the Garden»
7. «Peekaboo»
8. «Luther» (con SZA)»
9. «All the Stars» (con SZA)
10. «Not Like Us»
11. «TV Off»